# Spanische Badmintonmeisterschaft 2001
Die Spanische Badmintonmeisterschaft 2001 fand in Almería statt. Es war die 20. Austragung der nationalen Titelkämpfe von Spanien im Badminton.

## Sieger und Platzierte
| Disziplin    | Gold                          | Silber                             | Bronze                            |
| ------------ | ----------------------------- | ---------------------------------- | --------------------------------- |
| Herreneinzel | José Antonio Crespo           | Arturo Ruiz                        | Ernesto García                    |
| Herreneinzel | José Antonio Crespo           | Arturo Ruiz                        | Sergio Llopis                     |
| Dameneinzel  | Dolores Marco                 | Mercedes Cuenca                    | Ana Ferrer                        |
| Dameneinzel  | Dolores Marco                 | Mercedes Cuenca                    | Lucía Tavera                      |
| Herrendoppel | Arturo Ruiz Ernesto García    | Daniel Alcover José Antonio Crespo | Carlos Aragón Carlos Longo        |
| Herrendoppel | Arturo Ruiz Ernesto García    | Daniel Alcover José Antonio Crespo | Iñigo Serrano Pedro Gómez         |
| Damendoppel  | Dolores Marco Lucía Tavera    | Eva Charton Yoana Martínez         | Dolores Moreno Patricia Pérez     |
| Damendoppel  | Dolores Marco Lucía Tavera    | Eva Charton Yoana Martínez         | Anabel Cháfer Inmaculada Aparicio |
| Mixed        | Sergio Llopis Mercedes Cuenca | Iñigo Serrano Yoana Martínez       | Javier Cardos Ana Ferrer          |
| Mixed        | Sergio Llopis Mercedes Cuenca | Iñigo Serrano Yoana Martínez       | Abel Hernández Cristina Hernández |